# Wijdenes

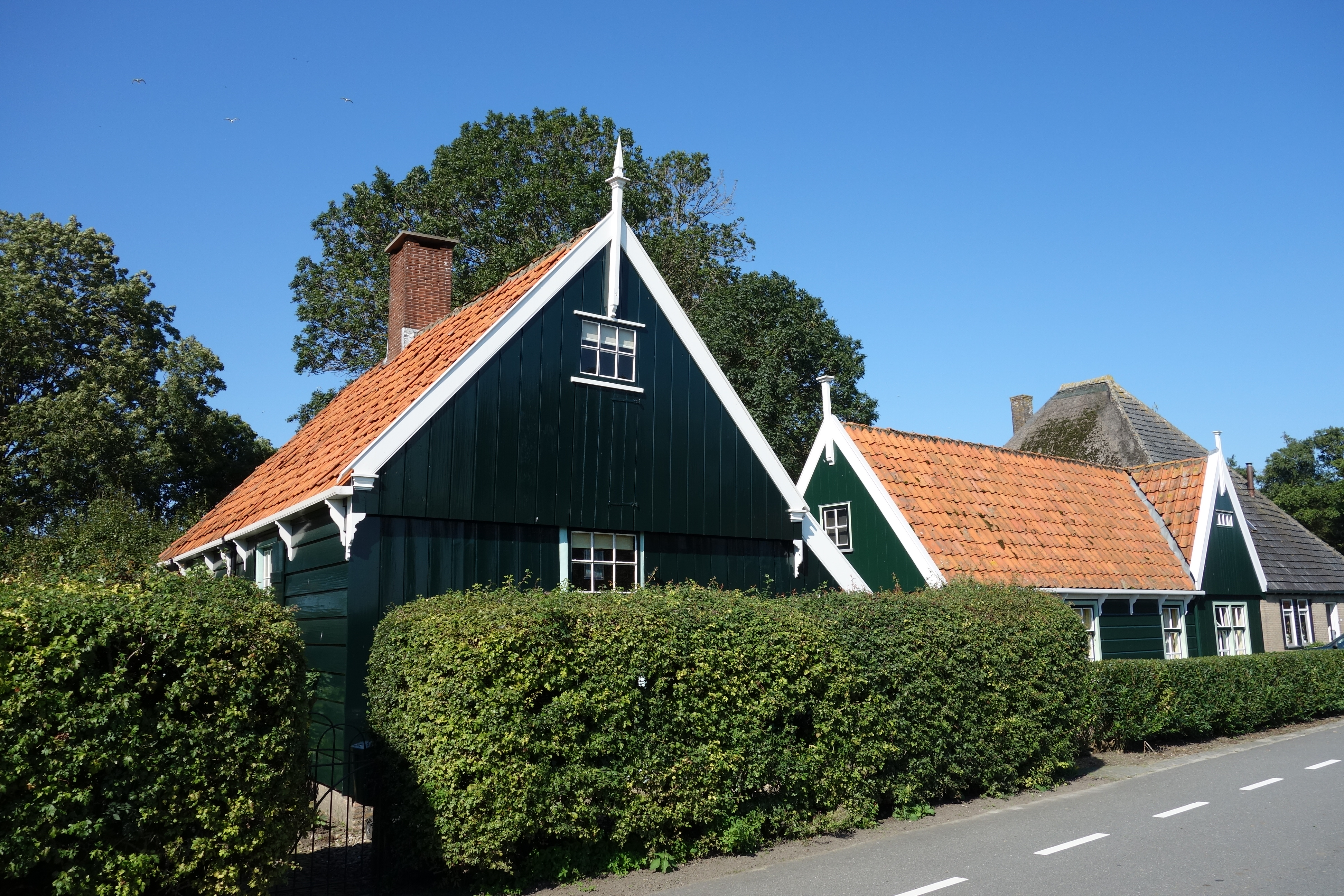
Wijdenes: edifici storici nella Zuideruitweg

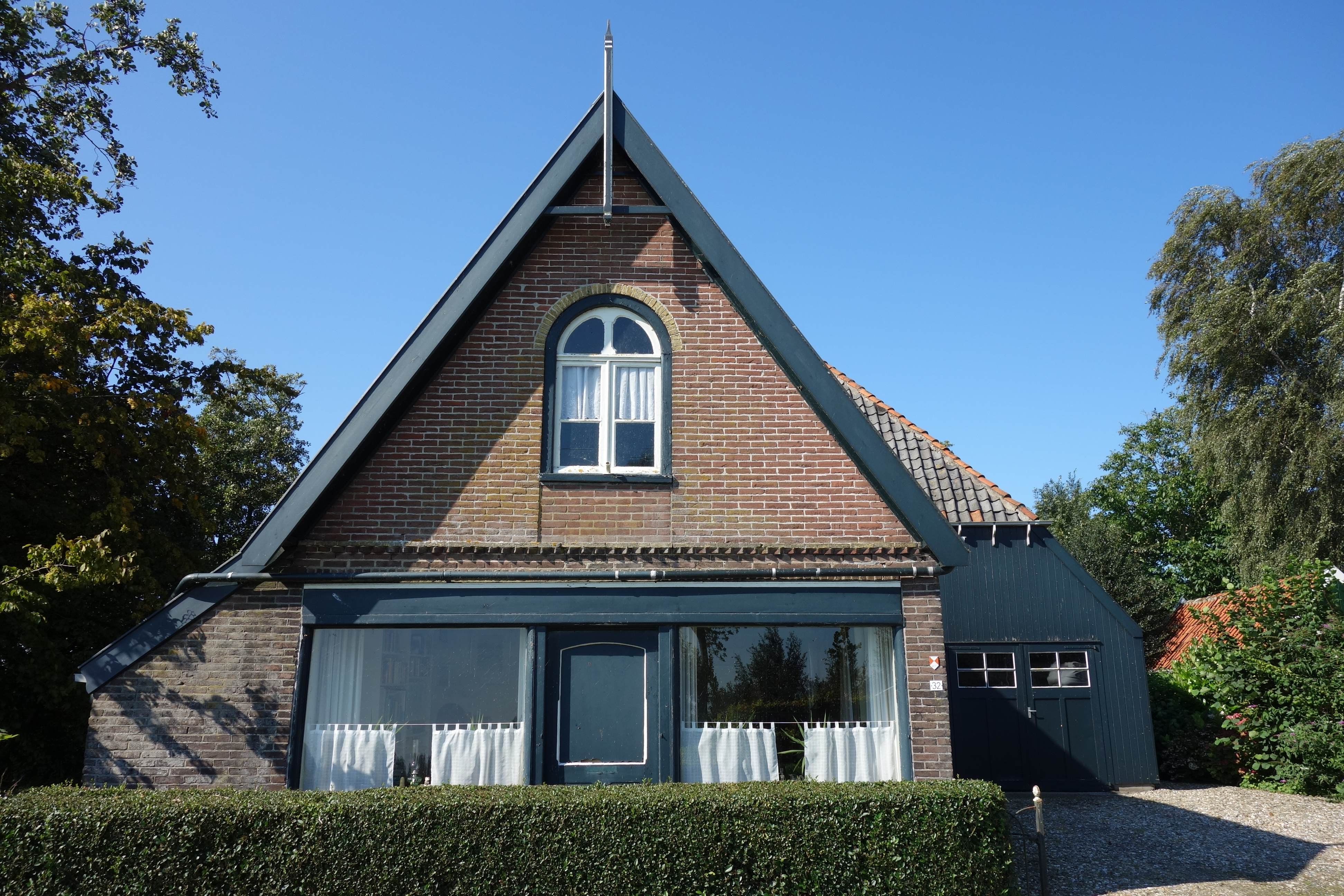
Wijdenes: altro edificio storico nella Zuideruitweg

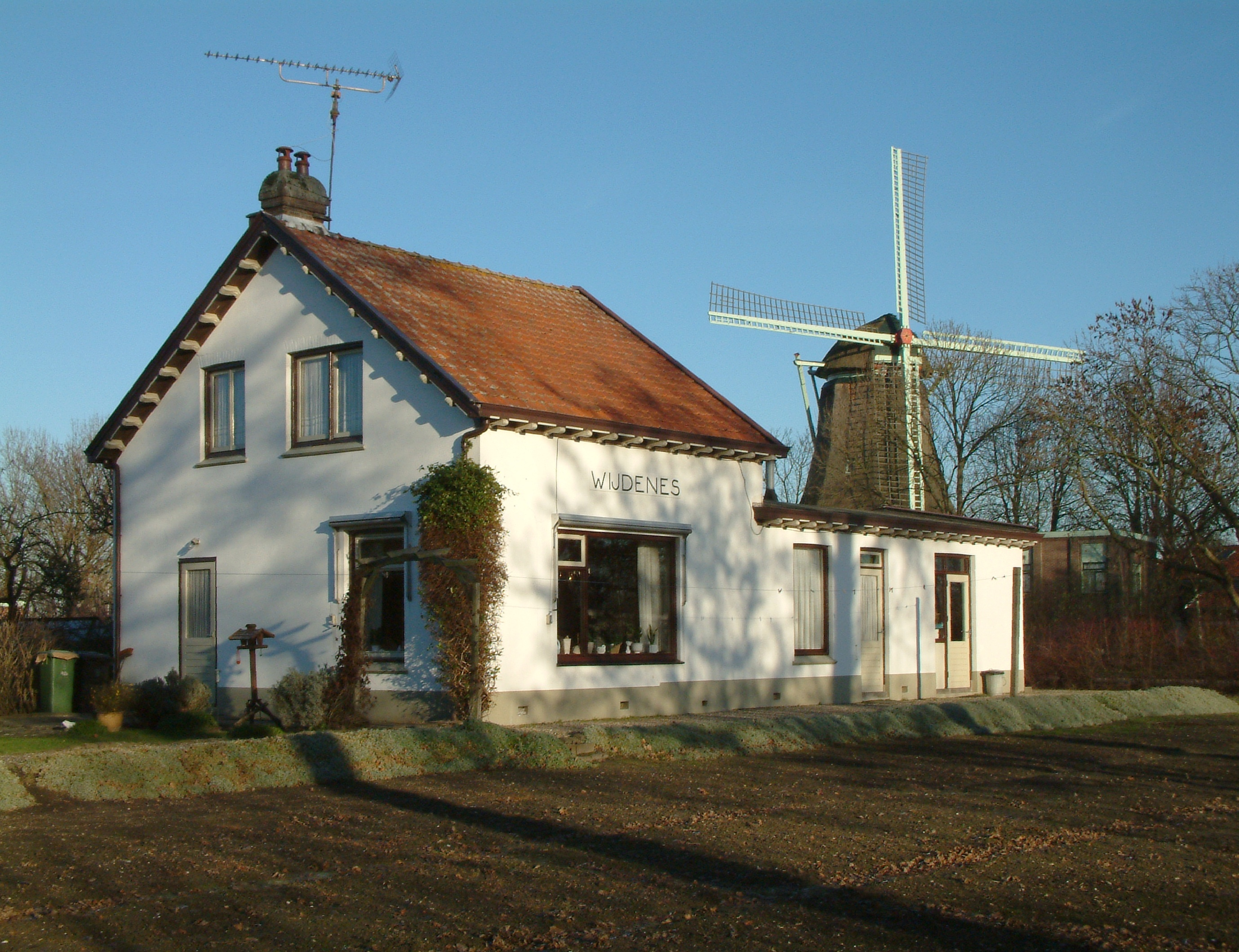
Wijdenes: lo Stofmolen

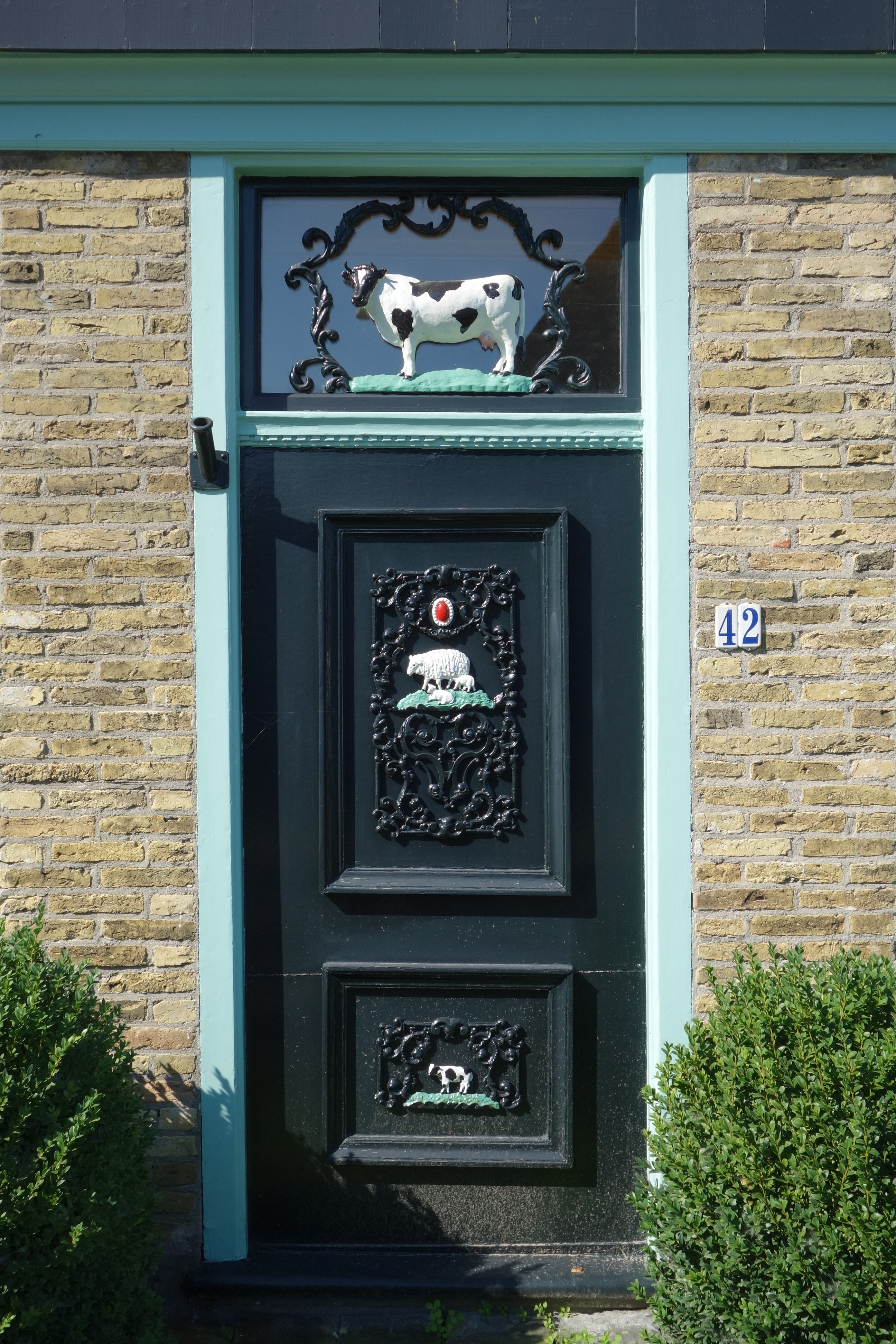
Wijdenes: porta con sculture nella Zuideruitweg

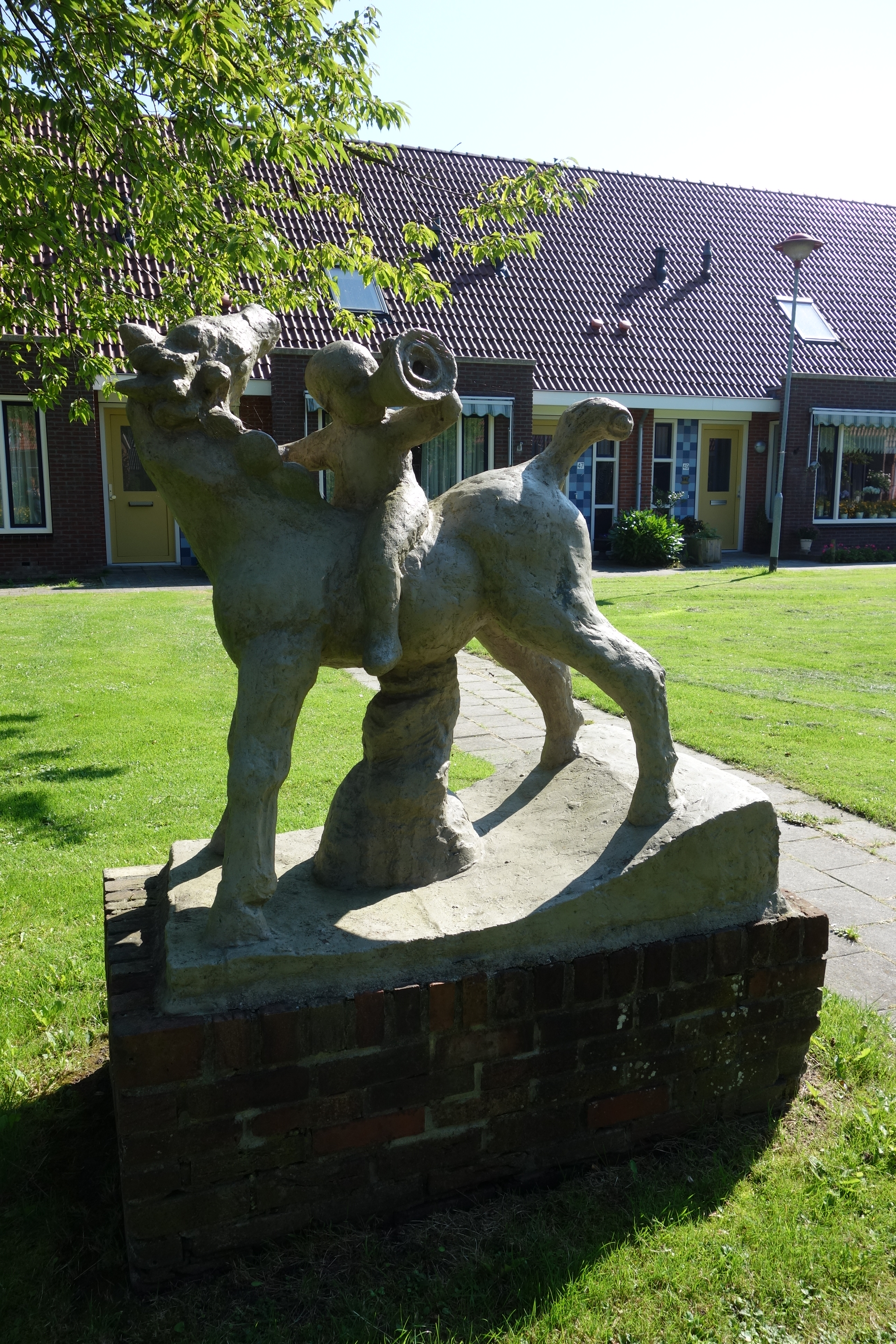
Wijdenes: scultura nella Molenweg

Wijdenes è un villaggio (dorp) di circa 1 300 abitanti del nord-ovest dei Paesi Bassi, facente parte della provincia dell'Olanda Settentrionale (Noord-Holland) e situato nella regione della Frisia Occidentale (West-Friesland), dove si affaccia su Markermeer. Dal punto di vista amministrativo, si tratta di un ex-comune, nel 1970 accorpato alla municipalità di Venhuizen, comune a sua volta inglobato nel 2006 nella municipalità di Drechterland.

## Geografia fisica
Wijdenes si affaccia sulla sponda settentrionale del Markermeer ed è situato a sud di Hoogkarspel e Zwaagdijk e a sud-est di Nibbixwoud, tra le località di Hoorn ed Enkhuizen (rispettivamente ad est della prima e ad ovest della seconda).
Il villaggio occupa un territorio di 8,45 km², di cui 0,02 km² sono costituiti da acqua.

## Origini del nome
Il toponimo Wijdenes, attestato anticamente come Widenesse (1312), Wiedenesse (1319), Wijdenesse (1344), Widenesse (1395), Widenisse (1573) e Wyd Nes (1655), è formato dai termini wijd, che significa "ampio", e nes, che indica un terreno che si erge fuori dall'acqua.

## Storia

### Dalle origini ai giorni nostri
Il villaggio di Wijdenes venne fondato il 6 gennaio 1430 dal duca Filippo di Borgogna.

### Simboli
Nello stemma di Wijdenes sono raffigurati due leoni che reggono una fortezza.
La fortezza ricorda quella fatta costruire da Roelof van Widelnisse su incarico del conte d'Olanda per sottomettere i Frisoni occidentali.

## Monumenti e luoghi d'interesse
Wijdenes vanta 7 edifici classificati come rijksmonumenten e 11 edifici classificati come gemeentelijke monumenten.

### Architetture religiose

#### Hervormde Kerk
Principale edificio religioso di Wijdenes è la Hervormde Kerk (chiesa protestante): situata al nr. 72 di Kerkbuurt, è stata eretta nel 1616 e ampliata nel 1863.

### Architetture civili

#### Stofmolen
Altro edificio d'interesse di Wijdenes è lo Stofmolen, un mulino a vento risalente al 1911.

## Società

### Evoluzione demografica
Al censimento del 2020, Wijdenes contava una popolazione pari a 1 326 abitanti.
La popolazione al di sotto dei 16 anni era pari a 189 unità, mentre la popolazione dai 65 anni in su era pari a 304 unità.
La località ha conosciuto un incremento demografico rispetto al 2019, quando contava 1 294 abitanti. In precedenza aveva conosciuto un decremento demografico a partire dal 2017, quando contava 1 315 abitanti.

## Geografia antropica

### Suddivisioni amministrative
Buurtschappen
- Blokdijk
- Kraaienburg
- Lekerweg (in gran parte)
- Wijmers